# Koeleria pyramidata
Koeleria pyramidata (кипець пірамідальний, в Україні відомий як «кипець великий» Koeleria grandis = Koeleria pyramidata subsp. pyramidata) — вид рослин родини тонконогові (Poaceae), поширений у Європі й Азії, від Франції до Сибіру й Непалу.

## Опис
Багаторічна трав'яниста рослина 20–90 см заввишки; росте у вільних скупченнях або пучках. Кореневище коротке. Стебла прямостійні. Бічні гілки відсутні. Листя в основному прикореневе. Листові піхви голі. Листові пластини, 7–24 см × 1.5–2.5 мм, середньо-зелені або сизо-зелені; поверхня гладка, верхівка загострена. Суцвіття — волоть до 12–13.5 см завдовжки й 3.5–5 см ушир. Нижня квіткова луска коротковолосиста. Пиляків 3; 2–2.5 см завдовжки.

## Поширення
Поширений у Європі й Азії, від Франції до Сибіру й Непалу.
В Україні вид зростає у борах і суборах, на зарослих річкових дюнах — у пн. ч. Правобережжя та зх. ч. Лівобережного Полісся, зрідка; в ок. Полтави та Харкова

## Галерея

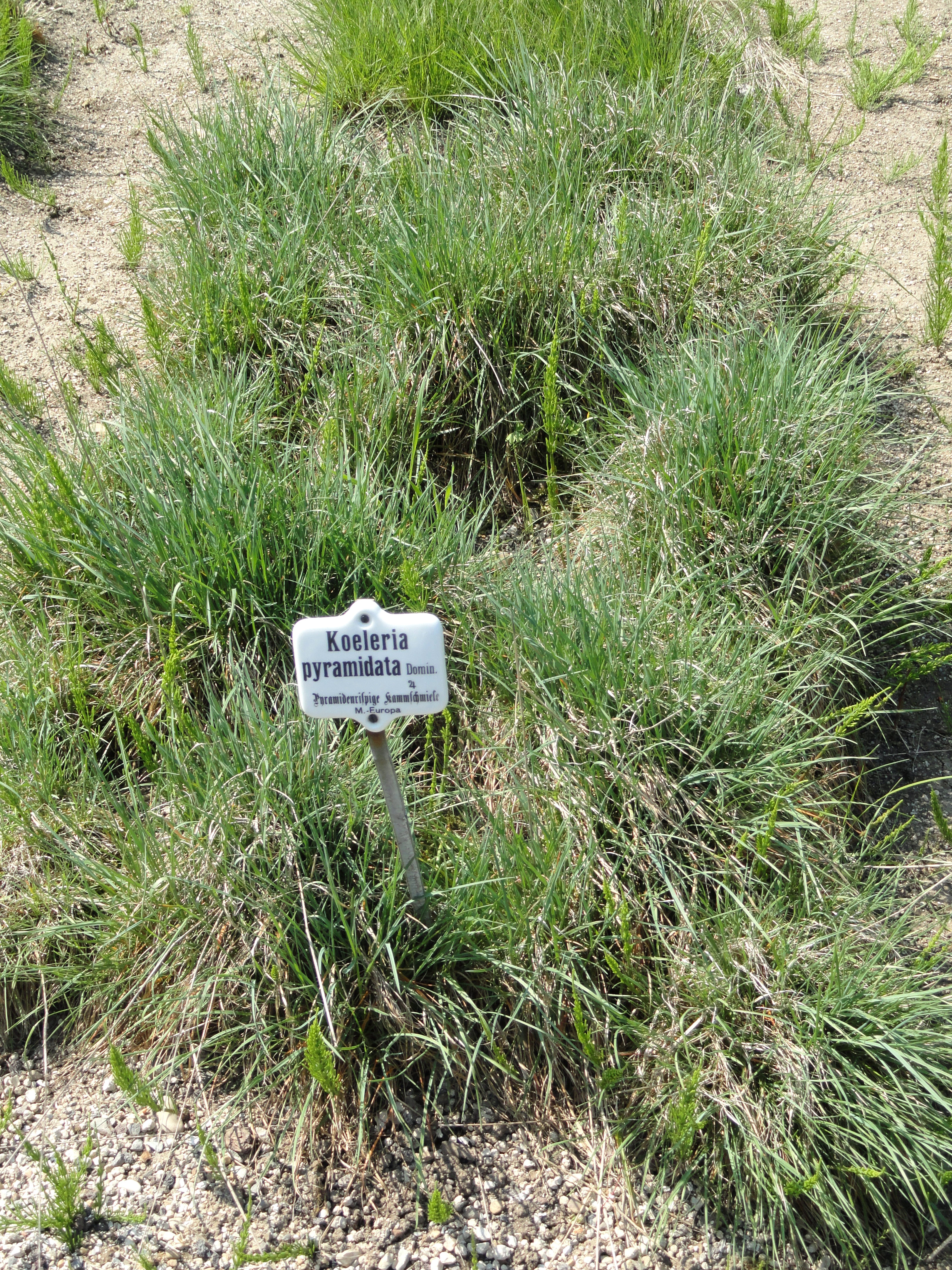
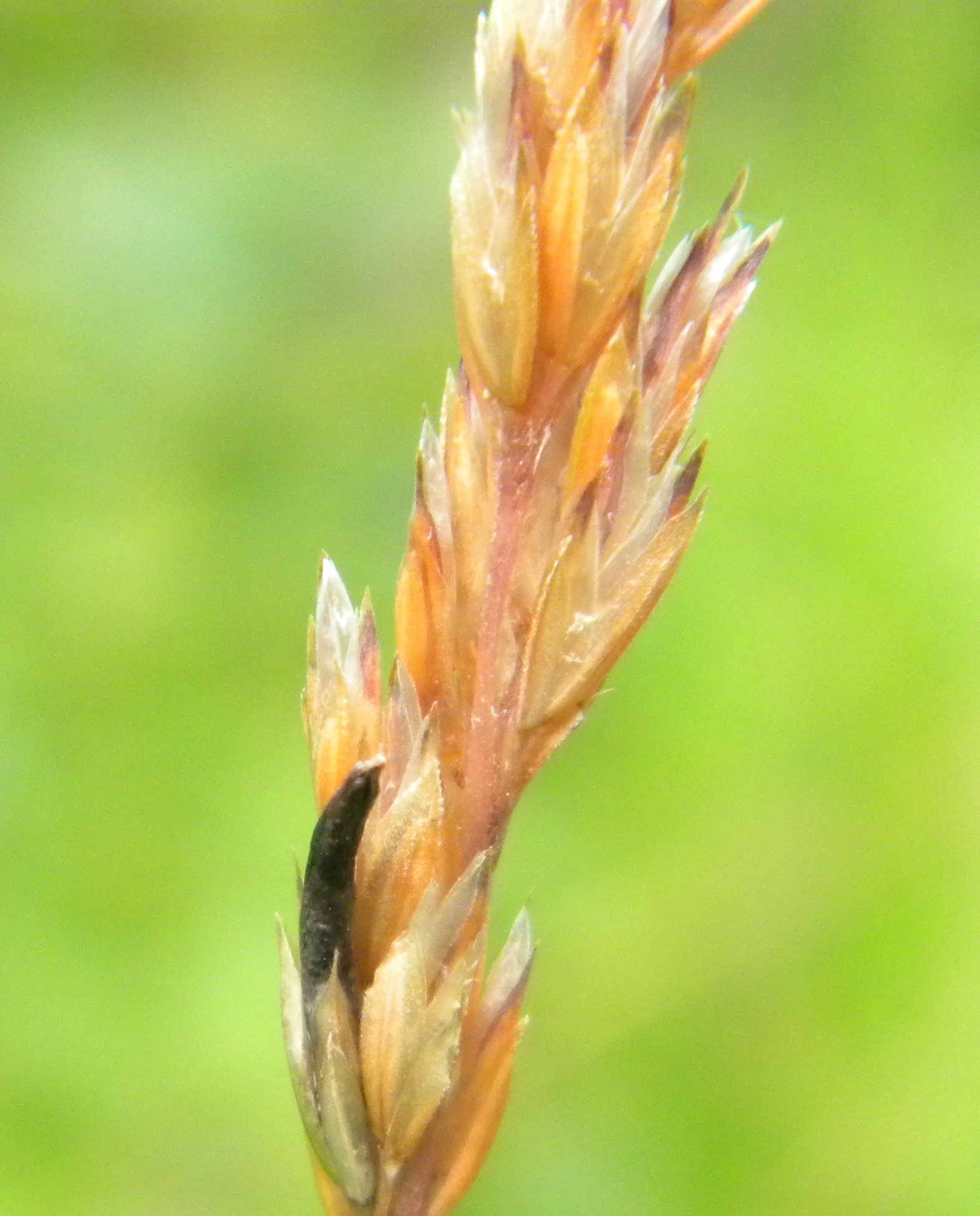
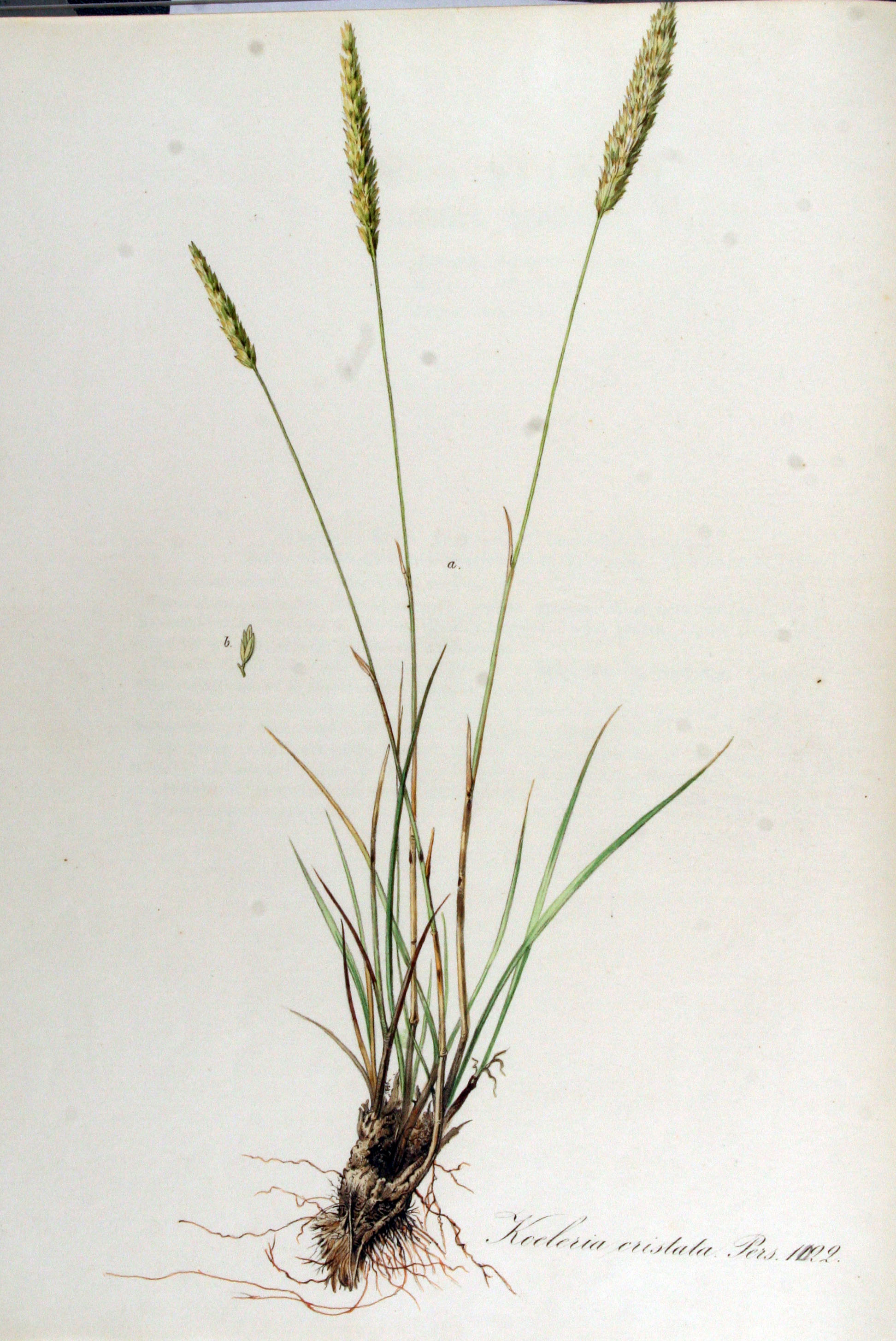